# هانس هوربیگر

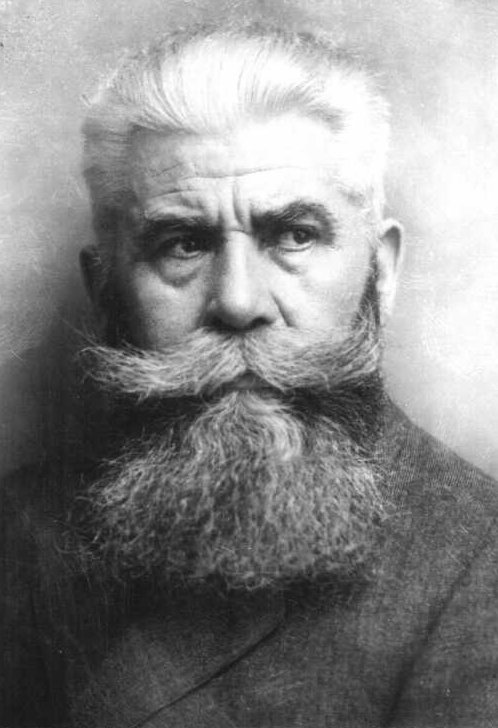
هانس هوربیگر

هانس هوربیگر با نام کامل یوهانس «هانس» انجیلیست هوربیگر به آلمانی: Hanns" Evangelist Hörbiger (زاده ۲۹ نوامبر ۱۸۶۰، در آتزگرسدورف – درگذشته ۱۱ اکتبر ۱۹۳۱، در مائر)، یک مهندس اتریشی اهل وین که اصالت او از تیرول بود. او یک مهندس، طراح صنعتی، مخترع و یک ستاره شناس تفننی بود. در ساخت متروی بوداپست شرکت کرد و در سال ۱۸۹۴ نوع جدیدی از شیر بادی را اختراع کرد که برای کمپرسورها هنوز هم استفاده گسترده ای دارد.
او همچنین امروزه به خاطر شبه علمی Welteislehre نظریه یخ جهانی به یاد می آید.